# Ara Chekmayan
Ara Chekmayan (* 1939 oder 1940) ist ein amerikanischer Filmeditor, Drehbuchautor und Filmproduzent im Bereich des Dokumentarfilms. Er wurde mit drei Emmys ausgezeichnet.

## Karriere
Chekmayans Karriere im Filmgeschäft begann 1974 bei dem Dokumentar-Fernsehfilm 51st State Cops von Richard Kotuk, wobei Chekmayan als Editor verantwortlich war. Mit Kotuk arbeitete er ein weiteres Mal zusammen. So erarbeiteten beide das Drehbuch zu Children of Darkness, waren als Regisseure und zudem als Produzenten für den Film verantwortlich, der 1983 auf PBS veröffentlicht wurde. Für seine Beteiligung an diesem Dokumentarfilm erhielt er gemeinsam mit Richard Kotuk eine Oscarnominierung bei der Oscarverleihung 1984 in der Kategorie „bester Dokumentarfilm“. Die Auszeichnung ging aber an Emile Ardolino für seinen Beitrag He Makes Me Feel Like Dancin’.
Sein letzter Film war die Dokumentation über James Dean die 1988 unter dem Titel Forever James Dean veröffentlicht wurde und als Off-Sprecher der US-amerikanische Schauspieler Bob Gunton zu hören ist. Er zog sich aus dem Filmgeschäft zurück, als seine Eltern in den 1990er Jahren verstorben sind und er dadurch in Depressionen verfallen ist.

## Kurioses
Im Jahr 1991 kaufte Chekmayan auf dem Golden Nugget Antikmarkt in New Jersey eine Falken-Statue im Wert von 8 US-Dollar. Da er sich sicher war, weil er die Inschrift „90456 WB“ als Seriennummer von Warner Brothers identifizierte und dass diese in dem Film Die Spur des Falken von John Huston verwendet wurde. Seine vermeintlich echte Requisite sollte 1993 bei Christie’s versteigert werden und wurde mit 50.000 US-Dollar gelistet, wurde aber kurz von der Auktion von Warner Bros. selbst gestoppt, da diese ohne Beweise behaupteten, dass es sich um eine echte Requisite des Films handelte. Ein New Yorker Juwelier kaufte 1995 die echte Statue für 400.000 US-Dollar, nachdem der Besitzer William Conrad 1994 verstorben war.

## Filmografie (Auswahl)
- 1974: 51st State Cops
- 1983: Children of Darkness
- 1988: Forever James Dean